# CoffeeScript
CoffeeScript ist eine Programmiersprache, deren Programme in JavaScript transkompiliert werden. Sie wird seit 2009 von Jeremy Ashkenas entwickelt.

## Herkunft und Verwendung
Angelehnt an Ruby, Python und Haskell bedient sich CoffeeScript syntaktischen Zuckers, um JavaScripts Lesbarkeit und Prägnanz zu verbessern. Außerdem führt CoffeeScript zusätzliche Funktionalität, wie z. B. Array-Zusammenfassung und Pattern Matching ein. CoffeeScript übersetzt vorhersehbar in JavaScript, Programme können kompakter (typischerweise 30 % weniger Programmzeilen) geschrieben werden, ohne dass dabei die Laufzeit-Performance beeinträchtigt wird.
CoffeeScript ist zudem der offizielle JavaScript-Präprozessor von Ruby on Rails.
Aufgrund der visuell vereinfachten Syntax findet die Sprache insbesondere bei Programmier-Anfängern oder auch Designer-Frameworks, wie z. B. Framer.js Einsatz.

## Code-Beispiel
Der folgende Quelltext gibt „Hallo Welt“ aus.
```
alert
 
"Hallo Welt"

```

Transkompiliert in JavaScript.
```
alert
(
"Hallo Welt"
);

```

## Kompilierung
Der CoffeeScript-Compiler wird ab Version 0.5 selbst in CoffeeScript geschrieben und ist für Node.js verfügbar. Der Compiler ist allerdings nicht auf Node angewiesen und kann in nahezu jeder JavaScript-Umgebung ausgeführt werden.